# Costa Urbana Shopping
Costa Urbana Shopping es un centro comercial de la ciudad de la Costa y centro cívico del municipio homónimo, ubicado en el barrio San José de Carrasco.  

## Características

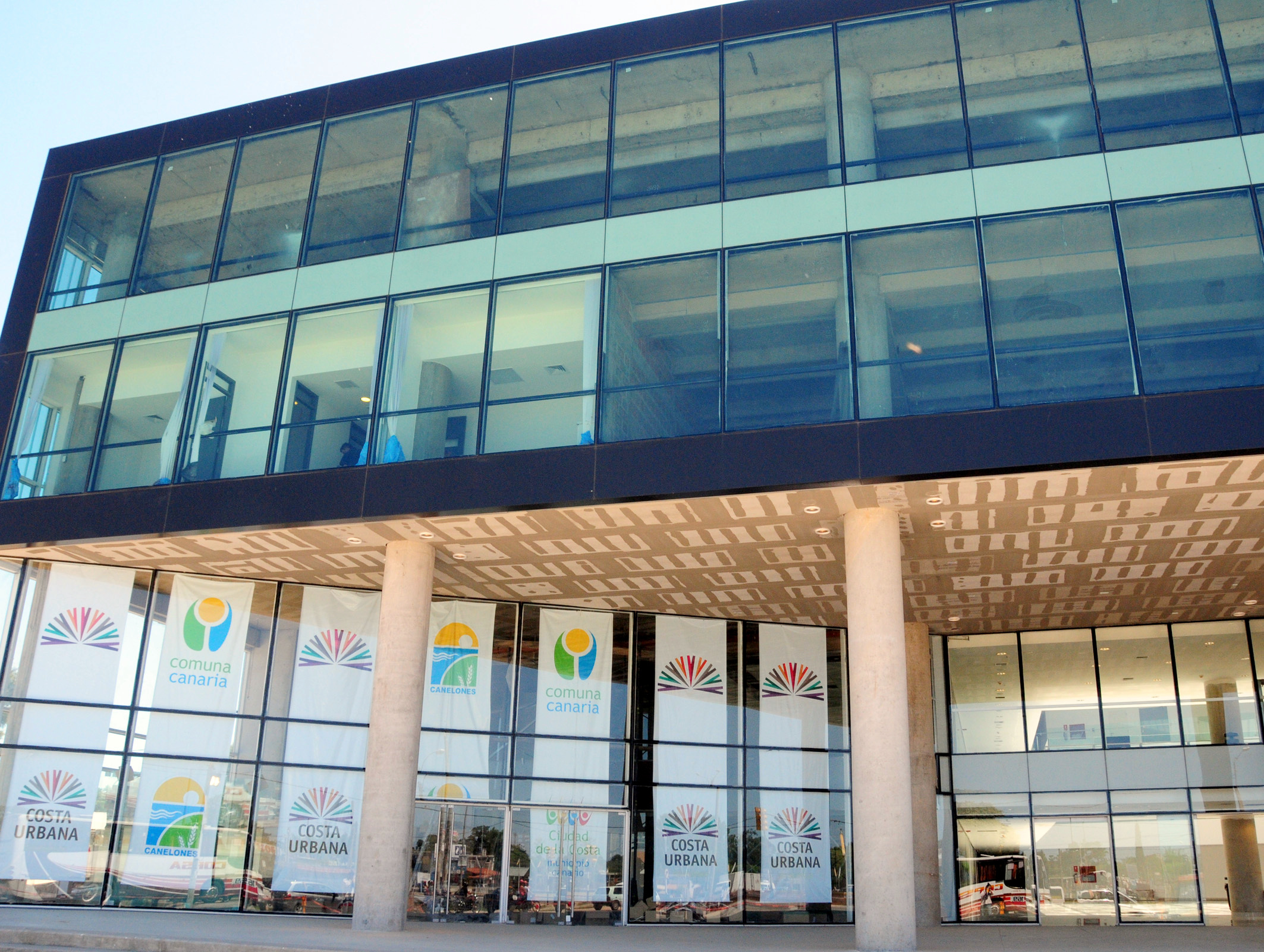
Área del Centro Cívico

El Centro comercial está compuesto por dos edificios ubicados a ambos lados de la avenida Giannattasio, los cuales se encuentran unidos por un tramo edificado sobre la propia avenida. La obra supuso una inversión de 45 millones de dólares. 
En total, el edificio posee 45 000 metros cuadrados construidos, y una fachada de cristal de 12 000 metros cuadrados.
El edificio se divide en dos áreas principales, una de ellas es la de centro comercial, la cual cuenta con más de cien locales comerciales, y otros servicios como plaza de comidas, farmacia, casas de cambio, aparcamiento gratuito y servicio de coches/sillas, mientras que la otra área corresponde al sector del centro cívico de Ciudad de la Costa. 
Esta última cuenta con cuatro plantas donde se concentran las diferentes oficinas públicas de las administración nacionales de Telecomunicaciones, Transmisiones Eléctricas, Obras Sanitarias, la Dirección General Impositiva y las agencias de los bancos de previsión social, de seguros del Estado y el Banco República. Como también las oficinas del Correo Uruguayo, Catastro, de la Intendencia de Canelones y  la Alcaldía del Municipio de la Ciudad de la Costa. 
El centro comercial además cuenta con cuatro salas de cine, dos de ellas aptas para tres dimensiones.

## Historia

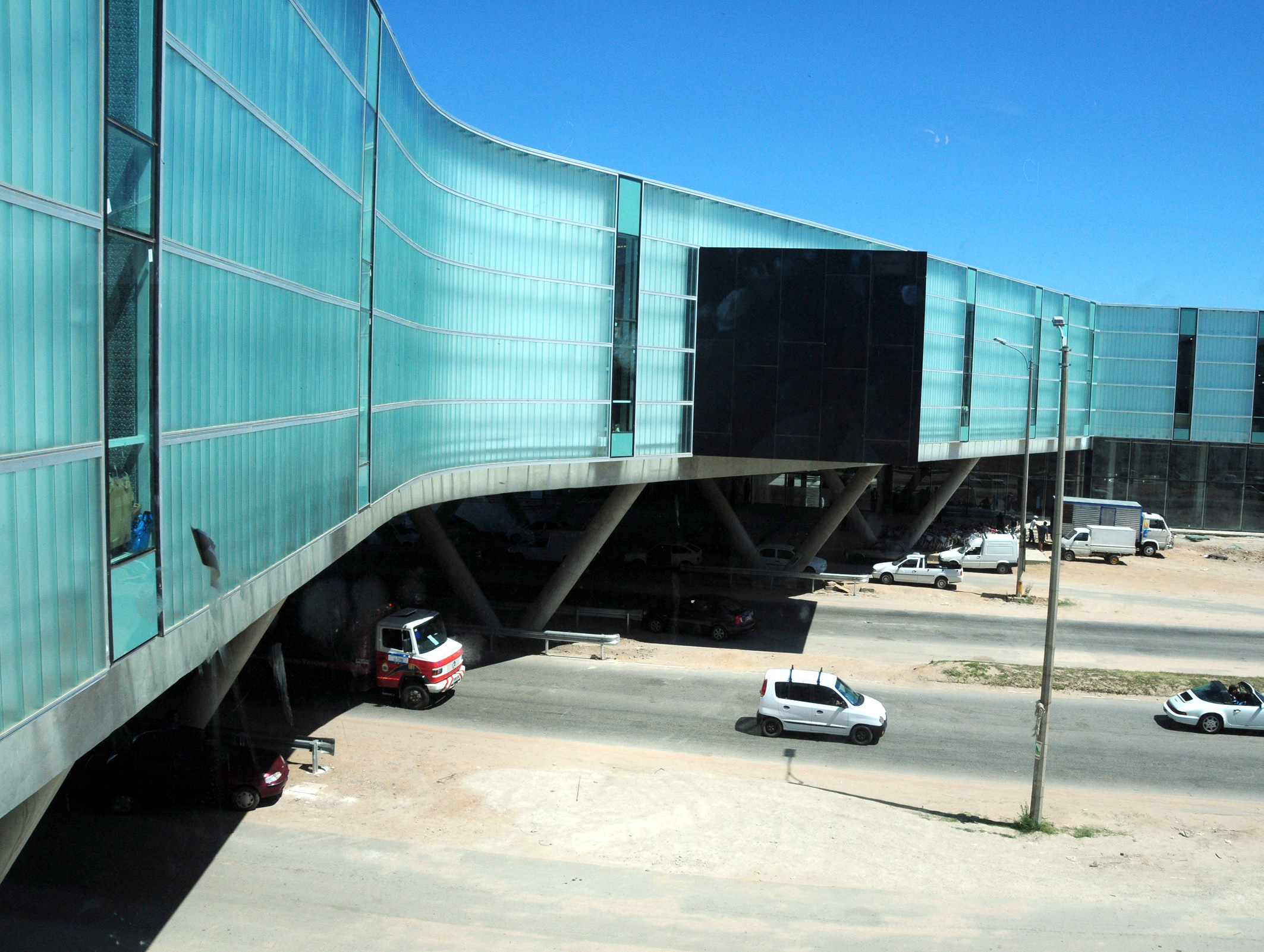
Shopping Costa Urbana durante su construcción.

El 29 de diciembre de 2008 se realizó el lanzamiento del proyecto de construir el primer shopping del departamento de Canelones. La firma y puesta en marcha del proyecto tuvo lugar el 24 de julio de 2009 en la ciudad de Montevideo. 
Cabe destacar que el proyecto fue presentado por la Intendencia de Canelones y se gestionó a través de un proceso de licitación, contando con la participación de la Corporación Nacional para el Desarrollo, quien participó como articulador entre las entidades públicas y las empresas privadas.
El desarrollo, comercialización y gerencia estuvo a cargo de la firma Garbarino Lombardo; el responsable del proyecto arquitectónico y la dirección de obra estuvo a cargo de Guerra De Rossa Arquitectos, mientras que la construcción fue encargada a la empresa SACEEM.